# Eugèni Garcin
Eugèni Garcin (en francés, Eugène Garcin, Cazenave-Serres-et-Allens, 31 de diciembre de 1831-Antony, Isla de Francia, febrero de 1909) fue un periodista y escritor occitano.

## Biografía
Eugèni Garcin nació en el seno de una familia modesta. Su padre era mariscal. Cursó unos estudios que le dieron una beca para trabajar en el periodismo y la escritura. En su juventud escribió poesías en occitano que fueron publicadas por Roumanille en 1851 en la obra colectiva Ley Provençalas. Participó en el Romavatge di Trobaires de Aix-en-Provence en 1853. Más tarde se hizo amigo de Mistral y escribía habitualmente en el Armanac Provençau. Marchó a París y en 1861 se casó con la directora de la pensión donde trabajaba. Comenzó su carrera periodística y se convirtió en 1868 en un de los colaboradores del periódico marsellés Lee Peuple.
Eugène Garcin participó muy activamente en el movimiento félibre y en ese mismo año, también con la publicación de Lees Français du Nord et du Midi. Cuando se proclamó la República fue nombrado prefecto de Mureth. Poco después, dejó este trabajo para hacer de periodista en Toulouse. Colaboró en los periódicos L'Émancipation y L'Avenir du Gers, en los que expandió sus ideas revolucionarias.